# Michael France
Michael France (* 4. Januar 1962 in Saint Petersburg, Florida; † 12. April 2013 in St. Pete Beach, Florida) war ein US-amerikanischer Drehbuchautor.

## Leben und Wirken
Michael France studierte an der University of Florida. Sein erstes Drehbuch wurde 1993 mit dem Titel Cliffhanger – Nur die Starken überleben verfilmt. Zwei Jahre später folgte der James-Bond-Film GoldenEye. Anschließend verfasste France die Drehbücher für die Comicverfilmungen Hulk (2003), The Punisher (2004) sowie Fantastic Four aus dem Jahre 2005.
Michael France war verheiratet und Vater von drei Kindern. Ab 2007 war er Besitzer des historischen Beach-Theatre Kinos in seiner Heimatstadt Saint Petersburg.